# De Nationalliberale

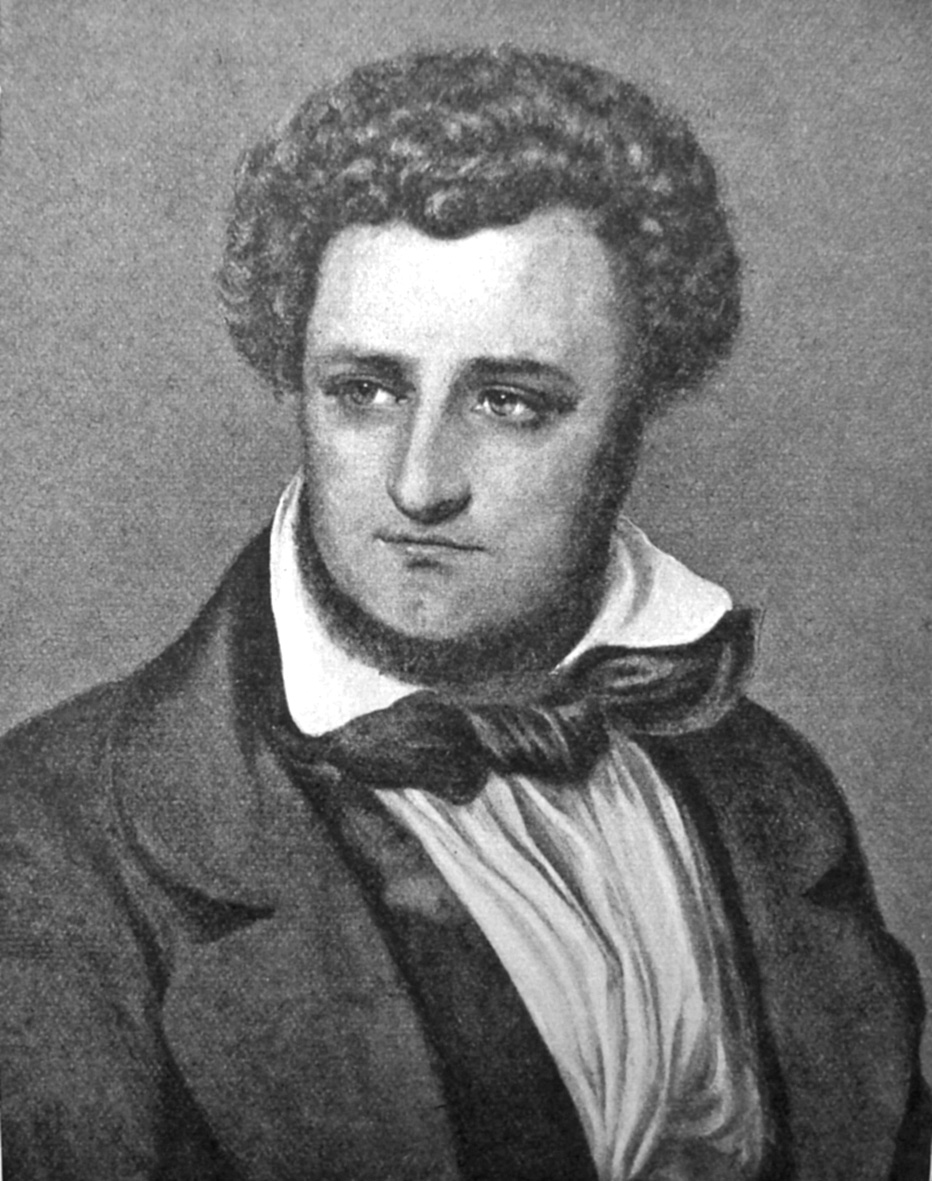
Orla Lehmann (1810–1870)

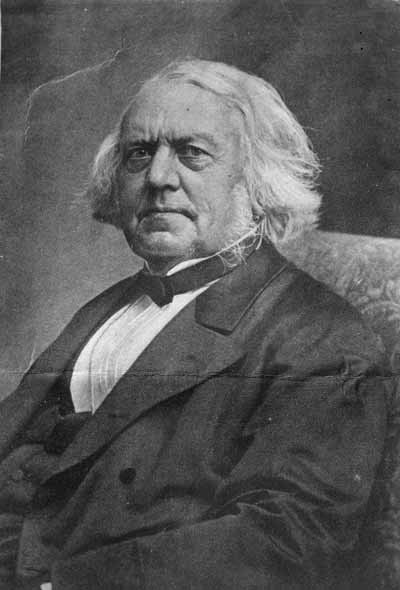
Ditlev Gothard Monrad (1811–1887)

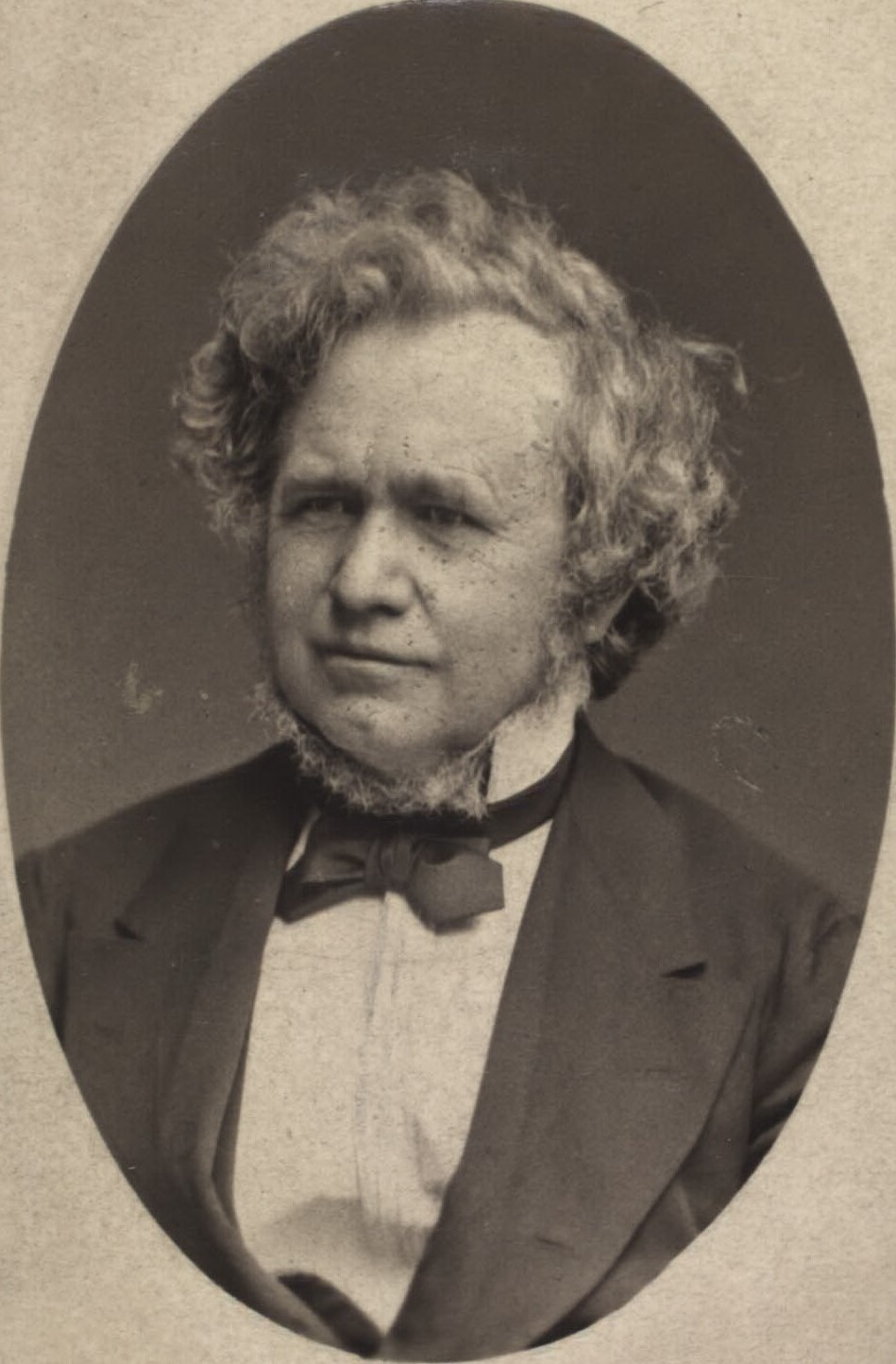
Carl Christian Hall (1812–1888)

De Nationalliberale (dän. für „Die Nationalliberalen“) waren 1842–82 eine Strömung in der dänischen Politik. Sie wurden als „Gruppierung“ betrachtet, hatten aber keine Parteiorganisation.

## Geschichte
Die Strömung entstand, als Orla Lehmann 1842 die Eiderpolitik formulierte. Von Anfang an bekamen die Nationalliberalen Zulauf von einer Gruppe, die sich yngre Liberale („jüngere Liberale“) nannten, darunter Carl Ploug, jahrzehntelanger Redakteur der Zeitung Fædrelandet und D. G. Monrad, der Vater des dänischen Grundgesetzes von 1849. Später stießen Carl Christian Hall und Andreas Frederik Krieger als Führungspersönlichkeiten hinzu. Diese Männer waren alle um 1810 geboren.
Die Strömung entstand unter Studenten und Akademikern und wurde daher oft „Professorenpartei“ genannt. In den 1840ern hatte die Partei insbesondere Anhänger unter Kaufleuten und jüngeren Beamten. Als Opposition gegen den Absolutismus forderten die Nationalliberalen eine freie Verfassung. Sie waren Anhänger des Skandinavismus und der Eiderpolitik. 
Noch um 1840 standen die meisten Bauern hinter dem Absolutismus. Durch die Gründung der Bondevennernes Selskab („Gesellschaft der Bauernfreunde“) 1846 konnten die Nationalliberalen die Bauern erfolgreich für den Kampf um die Verfassung gewinnen. Allerdings wackelte das Bündnis bereits 1848.
Die Nationalliberalen waren führend an der Märzrevolution 1848 in Dänemark beteiligt. Das „Märzministerium“ war eine Koalitionsregierung aus den Nationalliberalen und eher konservativen Persönlichkeiten. Im Herbst 1848 wurden die Nationalliberalen aus der Regierung gedrängt und das konservative „Novemberministerium“ gebildet.
Die verfassungsgebende Reichsversammlung (Den grundlovgivende Rigsforsamling) 1848–49 bestand aus drei annähernd gleich großen Richtungen:
- Die konservative Højre
- Die Nationalliberalen
- Die Bauernfreunde (s. o.), die danach mit den Nationalliberalen brachen und die spätere Venstre bildeten

Ein Streitpunkt in der Reichsversammlung war die Zusammensetzung des neuen Reichstages. Die Bauernfreunde wünschten ein Einkammersystem mit allgemeinen Wahlrecht. Die Højre wollten ein Zweikammersystem mit privilegiertem Wahlrecht. Entscheidend waren die Nationalliberalen in der Mitte, die sich einem Kompromissvorschlag anschlossen, der zwei Kammern mit allgemeinem Wahlrecht für das Folketing und privilegiertes Wahlrecht für das Landsting vorsah. Auch in anderen Punkten hatten die Nationalliberalen entscheidenden Einfluss auf das Junigrundgesetz von 1849.
1849–1857 bekamen nur wenige Nationalliberale Ministerposten in den konservativen Regierungen. Das sollte sich 1857 ändern, als Carl Christian Hall eine nationalliberale Regierung bildete, die sich mit einer kurzen Unterbrechung bis zum 31. Dezember 1863 halten konnte. Diese Zeit war der Höhepunkt der Nationalliberalen, indem sie viele der Reformen durchsetzen konnten, die sie in den 1840ern forderten.
Als Hall 1863 auch noch die Eiderpolitik wieder aufgriff, begann ein nationales Drama. Die Novemberverfassung wurde Auslöser des Deutsch-Dänischen Krieges von 1864. Dänemark verlor als Ergebnis die Herzogtümer Schleswig, Holstein und Lauenburg an Preußen. Den Nationalliberalen wurde die Schuld zugeschoben und sie verloren an Ansehen und ihre Ministerposten. D. G. Monrad wanderte sogar nach Neuseeland aus.
1865 bildete Christian Emil Krag-Juel-Vind-Frijs, der Führer der Nationale Godsejere („Nationale Gutsbesitzer“) die Regierung. Die Gutsbesitzer sollten in der Folge für Jahrzehnte die dänischen Premierminister stellen. Mit der Verfassungsänderung von 1866 bekamen sie auch entscheidenden Einfluss im Landsting.
Die Nationalliberalen waren um ein Bündnis mit den Gutsbesitzern bemüht und konnten so wieder an Einfluss gewinnen. Erst 1875 geht diese Koalition wieder auseinander, als Jacob Brønnum Scavenius Estrup eine reine Gutsbesitzer-Regierung bildete.
Ein dringend notwendiger Generationswechsel bei den Nationalliberalen wurde 1866 versäumt, als sich die Mellempartiet bildete. Bis zur Auflösung der Nationalliberalen waren sie also von den Männern aus der Gründergeneration geprägt.
Der Verfassungskampf, der die dänische Politik Ende des 19. Jahrhunderts prägte, war von den Nationalliberalen nicht gewollt. 1882 lösten sie sich auf, und die meisten Mitglieder gingen zur Højre, während sich D. G. Monrad der Venstre zuwandte.
Die Nationalliberalen hatten einen erheblichen Einfluss auf die öffentliche Meinung und das Kulturleben, das durch die Nationalromantik geprägt war. Erst Viggo Hørup von Venstre schuf eine starke Opposition dagegen. Mit Unterstützung des Kreises um Georg Brandes gelingt es ihm, den nationalromantischen Einfluss einzuschränken.